# جاستن وونغ
جاستن وونغ (بالإنجليزية: Justin Wong)‏ هو لاعب رياضة إلكترونية ‏ أمريكي، ولد في 15 نوفمبر 1985.